# Franz Obrien
Franz Friedrich Obrien, auch O’Brien (* 17. April 1815 in Düsseldorf; † 8. Dezember 1902 in Berlin), war ein deutscher Porträt-, Genre- und Landschaftsmaler der Düsseldorfer Schule.

## Leben
Franz Friedrich war der Sohn des Forstregistrators Christian O’Brien und der Theresia O’Brien geb. Jansen.  Er studierte in den Schuljahren 1830, 1831, 1833 und 1834 an der Kunstakademie Düsseldorf Malerei. Nach der Elementarklasse besuchte er dort die Malerklasse von Karl Ferdinand Sohn, der sein Talent zuletzt als „gut“ bewertete.
Für die Jahre 1846 bis 1860 ist Obrien in Berlin als Bildnis-, Genre- und Landschaftsmaler greifbar. 1848 zog er dort in das Haus Linkstraße 38.
Obrien starb 1902 im Alter von 87 Jahren in seiner Berliner Wohnung. Nach dem Tod seiner ersten Ehefrau Gertrude Louise geb. Bechener (1814–1876) war er seit 1881 mit der 35 Jahre jüngeren Regine Antonie Rosalie verw. Strey geb. Jacobi (* 1850 in Brandenburg) verheiratet.